# Onthophagus mentaveiensis
Onthophagus mentaveiensis là một loài bọ cánh cứng trong họ Bọ hung (Scarabaeidae).